# Violeta Menjívar
Elvia Violeta Menjívar Escalante (Arcatao, 22 agosto 1952) è una politica e medica salvadoregna.

## Biografia
Violeta Menjívar nasce ad Arcatao, nel dipartimento di Chalatenango, il 22 agosto 1952. Studia medicina presso l'Università di El Salvador.

### Carriera politica
Nel 1979 entra in politica, aderendo al partito Forze Popolari di Liberazione Farabundo Martí, una delle cinque organizzazioni armate di sinistra che daranno vita al Fronte Farabundo Martí per la Liberazione Nazionale nel 1980.
Durante la guerra civile salvadoregna lavora come medica per i combattenti e per la popolazione civile nelle zone di conflitto del dipartimento di Chalatenango.
Viene eletta deputata all'Assemblea Legislativa nel 1997 col partito FMLN. È rieletta anche alle elezioni del 2000 e del 2003. Durante la sua permanenza in Parlamento presiede la commissione per la salute e l'ambiente.
In occasione delle elezioni legislative del 2006, alla fine del 2005 viene scelta come candidata del FMLN per la carica di sindaca della capitale San Salvador. Alle elezioni sconfigge l'avversario Rodrigo Samayoa, del partito Alleanza Repubblicana Nazionalista (ARENA), anche se con uno scarso margine di vittoria.
Entra ufficialmente in carica il 1º maggio seguente, divenendo la prima donna a ricoprire tale carica.
Nel gennaio 2009, alle successive elezioni, viene sconfitta da Norman Quijano, del partito ARENA. Un mese dopo la fine ufficiale del mandato, il 1º giugno 2009 il presidente del Paese Mauricio Funes la nomina viceministra della salute e rimane in carica fino al giugno 2014.
Nel 2014, infatti, con l'elezione del nuovo presidente Salvador Sánchez Cerén viene scelta per ricoprire l'incarico di ministra della salute e dell'assistenza sociale, succedendo a María Isabel Rodríguez.